# WZ-1224
WZ-1224 — дослідний зразок основного бойового танку нового покоління, створений в Китаї у відповідь на появу радянських Т-64А і Т-72. Ця машина повинна була мати багато нововведень, які раніше не використовували у китайському танкобудуванні. Наприклад, мати зварну башту з багатошаровим бронюванням та автомати заряджання гармати.

## Історія
Дослідний танк WZ-1224 став результатом розробки китайських інженерів вітчизняного танку 2-го покоління, який повинен був замінити Тип 59. Розробка проєкту почалася наприкінці 1970-х рр.
Танк мав на ті часи передові конструктивні рішення: зварну башту складної форми, потужний двигун, механізм автоматичного заряджання, 120-мм гладкоствольну гармату тощо. Розробка власної танкової гармати велася у Китаї давно, але лише з отримання технологій від Ізраїля вдалося налаштувати серійний випуск, а не дослідні зразки (хоча на озброєння вони не попали, китайці обрали радянську 125-мм гармату 2А46). Система керування вогнем включала у себе балістичний обчислювач та комбіновані приціли навідника та командира з інфрачервоним каналом.

## Екіпаж і озброєння
Екіпаж складався з водія (його місце спереду зліва), командира (справа у башті) та навідник (зліва у башті). 120-мм гармата стабілізована у двох площинах, має ствол без кожуху та ежектор власної китайської розробки. У кормовій ніші башти, яка відокремлена від бойового відділення бронеперегородкою, була встановлена механізована боєукладка на 17 унітарних пострілів. Правда роботи по створенню автомата заряджання провалились — китайці не змогли створити його. Додаткові постріли розміщувалися у бойовому відділенні. Кулеметне озброєння на танк не встановлювалося, хоча перед люком командира була турель, яку взяли з танку Тип 59 (як і самі баштові люки). У склад штатного обладнання також входили автоматичні системи пожежогасіння та захисту від ЗМУ.

## Рушій
Дизельний 8-циліндровий двигун повітряного охолодження Maybach MB8V331TC41 потужністю 950…1000 к.с., встановлений у моторно-трансмісійному відсіку, вироблявся у КНР за німецькою ліцензією. Повідомлялось, що цей двигун також використовується на цивільних вантажних автомобілях та судах малої водотоннажності, але для танку він був важкуватий. Максимальна швидкість на випробуваннях становила 65 км/год по шосе та 45 км/год по бездоріжжю.
Ходова частина WZ-1224 мала по 6 двоскатних опорних котків вкритих гумою і три підтримувальних ролики на борт. Ведуче колесо розташоване позаду. Гусениця має гумовометалеві шарніри та асфальтохідні башмаки. Ходова частина дуже схожа на американські зразки, це можна побачити по котках, ведучому колесу та підвісці. Не виключено, що використано копіювання окремих елементів американських танків М47 або М48, які китайці отримали у Пакистану (там вони стоять на озброєнні) або у В'єтнаму (деякі були захоплені під час війни у США).

## Броня
Бронювання диференційоване і складається з монолітних вальцованих листів встановлених під раціональними кутами нахилі. До того були спроби посилити захист шляхом накладання додаткових бронелистів на лобові деталі. Борти башти мають розвинуту форму і можливо мають протикумулятивний наповнювач.

## Доля проєкту
Побудовано лише дослідний зразок, на якому проводилися тести. Випробування макету WZ-1224 закінчилися у 1979, які тривали 200 годин, за які було пройдено 1 500 миль (2 400 км). Протягом тестування виявили, що всі нововведення невдалі. Башта з гладкоствольною гарматою і автоматом заряджання, точність стрільби, бойова ефективність. Двигун не показав повної потужності й витрачав забагато пального. Через це роботу в цьому напрямі вели далі з використання литої башти, тому виник новий проєкт дослідного танка WZ-1226.